# Weinbaumuseum Stuttgart

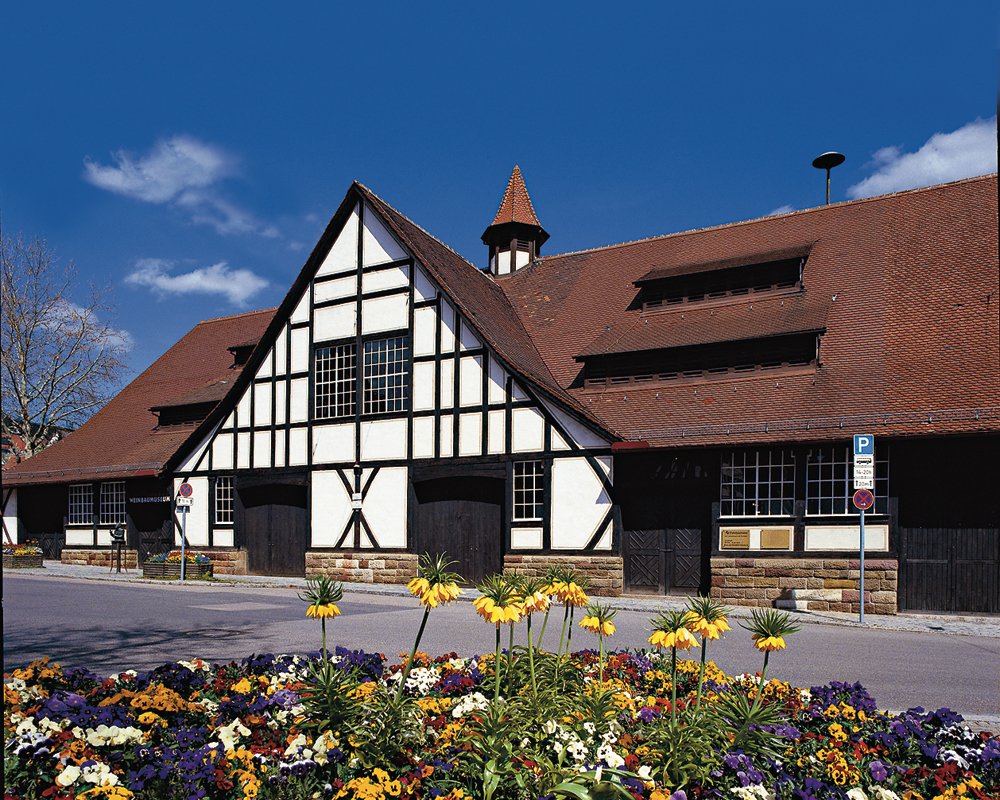
Das Weinbaumuseum Stuttgart

Das Weinbaumuseum Stuttgart in Stuttgart-Uhlbach zeigt eine Ausstellung zum historischen und modernen Weinbau in Stuttgart. Aufgabe des Museums ist die Darstellung der regionalen Besonderheiten der Weinherstellung. Das Museum gehört der Landeshauptstadt Stuttgart.

## Geschichte
Bereits seit 1937 gab es in Stuttgart in der Schmalen Straße 11 ein Weinbaumuseum, das jedoch während des Zweiten Weltkrieges zerstört wurde. 1979 wurde ein neues Weinbaumuseum in der alten Ortskelter des Stuttgarter Teilorts Uhlbach eröffnet. 2011/12 wurde die Ausstellung vollständig überarbeitet und modernisiert und im August 2012 neu eröffnet.

## Gebäude

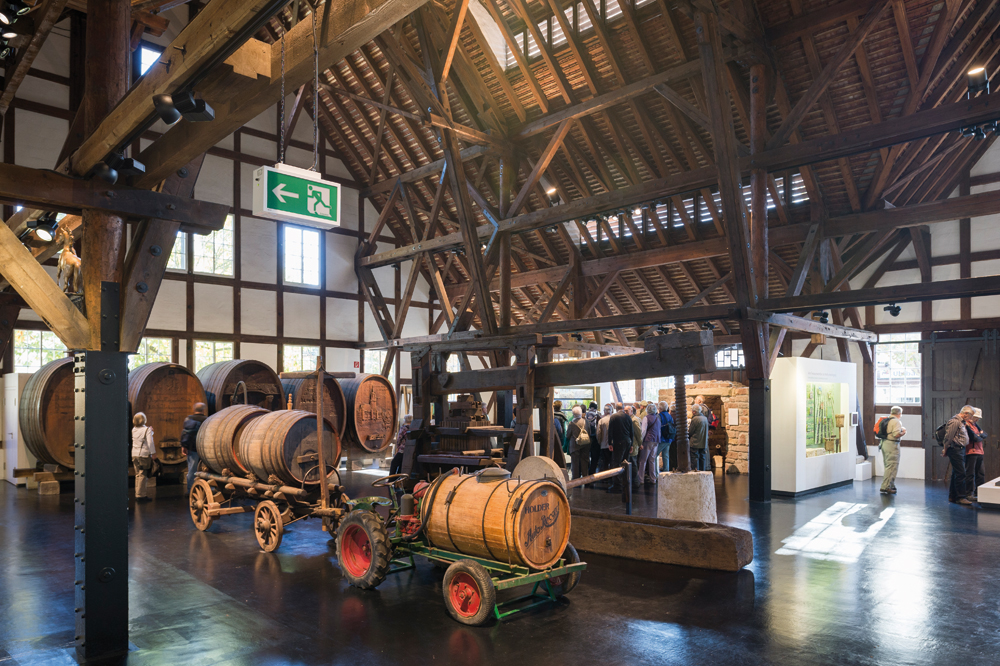
Innenansicht

Das Fachwerkhaus wurde 1907 von der Gemeinde Uhlbach errichtet und diente bis 1948 als Ortskelter. Der Bau ersetzte die alte Uhlbacher Kelter, die zu beengt geworden war. Das neue größere Gebäude hatte zudem eine repräsentative Funktion und hob die Bedeutung des Weinbaus für den Ort hervor. Nach der Errichtung einer neuen Genossenschaftskelter wurde das Gebäude unter anderem als Feuerwehrhaus und Lagerhalle genutzt, bevor es 1979 umgebaut wurde und eine neue Bestimmung als Weinbaumuseum erhielt.

## Ausstellung
Die Ausstellung gliedert sich in zwölf Themengebiete. Historische und moderne Exponate zeigen die Entwicklung des Weinbaus in Stuttgart von der Römerzeit bis in das 21. Jahrhundert. Arbeitsgeräte veranschaulichen die Arbeiten der Weinanbauer in früheren Jahrhunderten im Vergleich zu heute. Zu sehen sind unter anderem Trinkgefäße, Weinpressen sowie über 100 Jahre alte, reich verzierte Weinfässer und Kunstgegenstände.
Der Schwerpunkt der Ausstellung liegt auf den Besonderheiten des Weinbaus in Stuttgart. Thematisiert wird die Rebflurbereinigung der 1960er und 1970er Jahre in Stuttgart, bei der die ursprünglichen horizontal verlaufenden und die Bodenerosion verhindernden Weinbergterrassen mit Trockenmauern in große, in der Falllinie angeordnete Parzellen umgewandelt wurden. Gezeigt werden außerdem die örtlichen Bodenbeschaffenheiten und klimatischen Bedingungen und ihre Auswirkungen auf die Weinherstellung. Ein Themenbereich widmet sich den Ursprüngen von Besenwirtschaften und Weinfesten.
Das Museum zeigt in einer Dauerausstellung Werke des Künstlers Eugen Häfele (1922–2008). Die Wein- und Festkultur und der Arbeitsalltag der Weinanbauer sind in seinen Holzschnitzereien, Kohlezeichnungen und Ölgemälden detailliert festgehalten. Texte auf Deutsch und Englisch liefern Informationen zu den Exponaten. Per QR-Code können diese über Smartphones auch auf Französisch, Italienisch und Spanisch abgefragt werden. Führungen auf Deutsch und Englisch sind nach Voranmeldung möglich.

## Museumseigene Vinothek

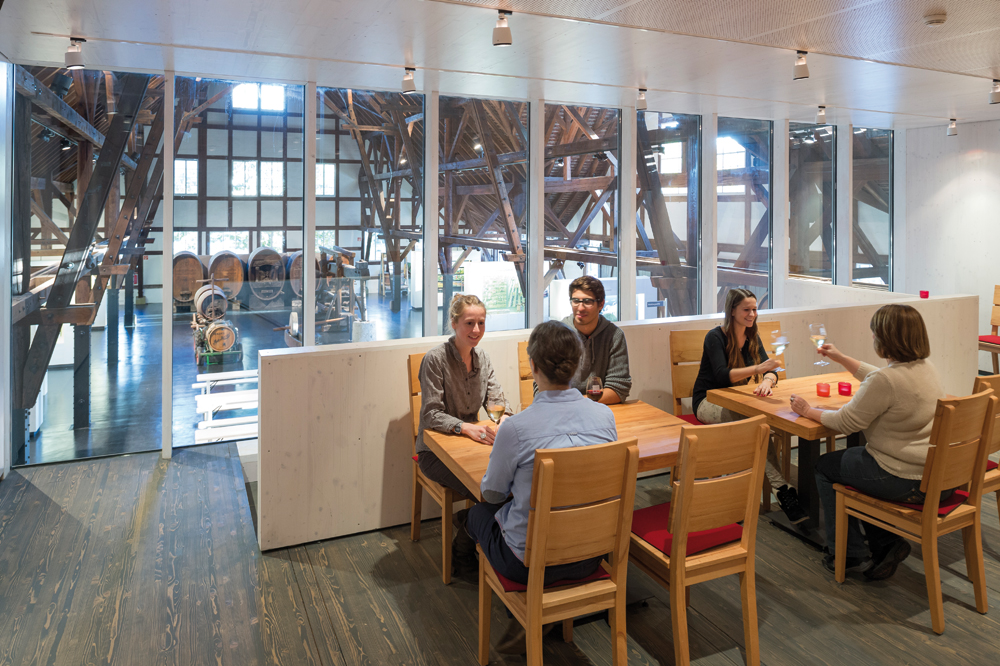
Vinothek

In der museumseigenen Vinothek können die Besucher Weine Stuttgarter Weinanbauern verkosten. Die Weinkarte wechselt monatlich. Die Vinothek ist öffentlich zugänglich und kann auch unabhängig vom Museum besucht werden. Regelmäßig finden Weinproben und Weinseminare statt.